# 963년

## 연호
- 북송(北宋) 건륭(建隆) 4년 / 건덕(乾德) 원년
- 요(遼) 응력(應曆) 13년
- 고려(高麗) 준풍(峻豊) 4년
- 일본(日本) 오와(応和) 3년
- 남한(南漢) 대보(大寶) 6년
- 후촉(後蜀) 광정(廣政) 26년
- 북한(北漢) 천회(天會) 7년

## 기년
- 북송(北宋) 태조(太祖) 4년
- 요(遼) 목종(穆宗) 13년
- 고려(高麗) 광종(光宗) 14년

## 사건

### 아시아
- 투르크계 칸인 수부크티긴이 현재의 아프가니스탄 지역에 그의 왕조(가즈나 왕조)를 설립하였다.
- 형남이 송나라 군대의 침략을 받아 멸망하였다.
- 송나라 정부는 화장의 실시를 금지하였다. 그럼에도 불구하고 하층민과 중간층 사람들은 화장을 계속하였다. 이는 12세기에 정부가 극빈층을 위한 묘지가 만들어질 때까지 계속되었다.
- 니케포루스 2세 포카스가 비잔티움 황제 로마누스 2세의 황후였던 테오파노와 결혼하였다.

### 유럽
- 신성로마제국의 오토 1세가 폴란드의 미에슈코 1세를 격퇴하고, 공물을 바치게 하였다.
- 룩셈부르크가 성립되었다.
- 12월 6일 — 교황 레오 8세가 131번째 교황으로서의 임기를 시작하였다.

## 탄생
- 탕구트족 절도사이자 중국의 북서쪽 서하 지역을 지배했던 이계천이 태어남. (1004년 사망)

## 사망
- 4월 3일 — 아키텐의 대공인 윌리엄 3세
- 비잔티움 황제 로마누스 2세 (939년 출생)